# ルナ24号

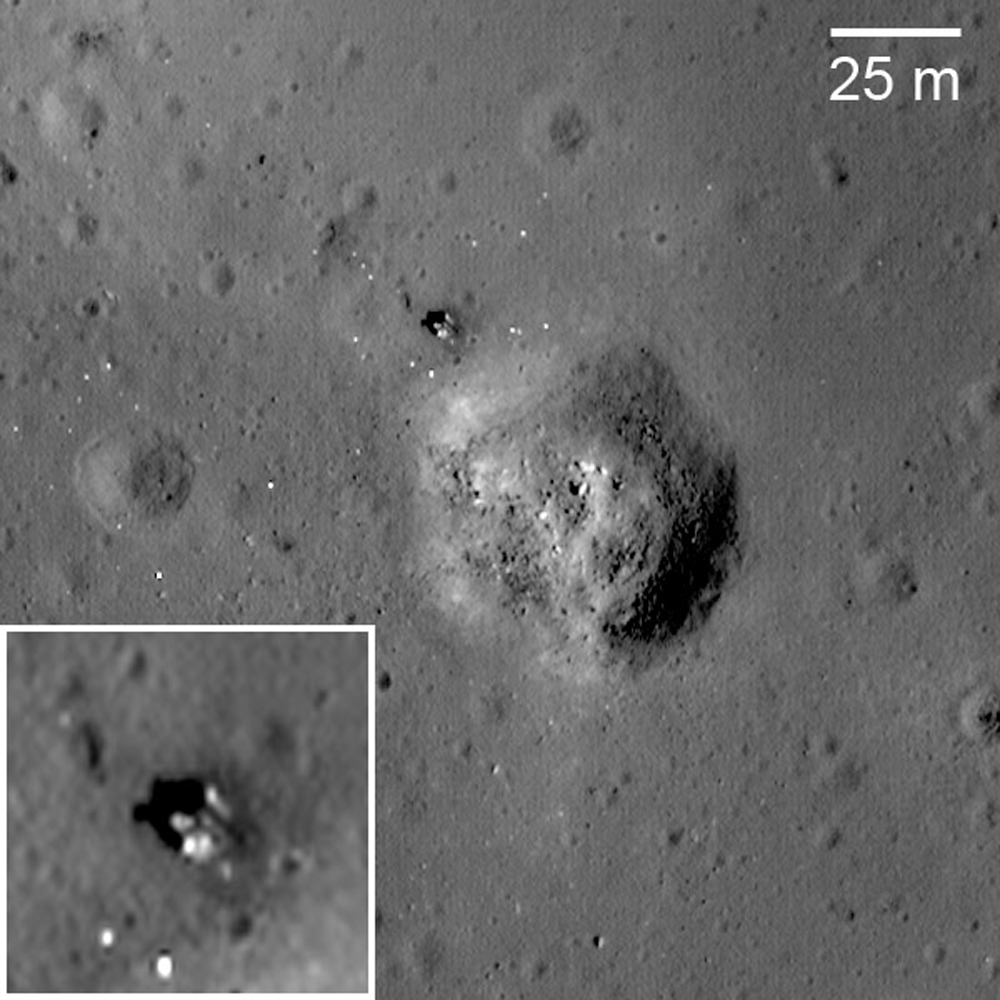
ルナー・リコネサンス・オービターが撮影したルナ24号の着陸地点。中央にある天然クレーターの左上に写っているコントラストの強い物体が月面に残されたルナ24号の降下ステージと見られている。左下は拡大写真。

ルナ24号（ロシア語: Луна-24）とは、1976年にソ連が打ち上げた無人月探査機である。月面に着陸した後、170.1gの月の土を地球へ帰還させた。ルナ計画最後の機体で、無人サンプルリターンに成功した3機目の宇宙機となった（以前の2機はルナ16号と20号）。

## 飛行
ルナ24号は、1976年8月9日15時4分（UTC）にバイコヌール宇宙基地からプロトンロケットにより打ち上げられた。高度115km傾斜角120度の月周回軌道に投入された後、危難の海（北緯12.75度、東経62.2度地点）に軟着陸した。ルナ24号は月の海としては典型的な、クレーターの散在するなだらかな平地に着陸し、至近距離には直径64メートルのクレーターが存在した。またこの地点から2.3km離れた位置には1974年にサンプルリターンに失敗した同型機ルナ23号が眠っていた。
ルナ24号は170.1gの土壌をカプセルに納め、8月19日5時25分に帰還用のロケットを月面から打ち上げた。カプセルは8月22日に地球の大気圏に突入し、5時55分 (UT) にシベリア西部スルグトの200km南東に無事着陸した。
ルナ24号をもってルナ計画は終了した。ルナ24号の次に月に軟着陸した探査機は37年後の嫦娥3号、次にサンプルリターンに成功した探査機は44年後の嫦娥5号である。

## 予備機
コスモアイル羽咋にはルナ24号が展示されている。ここにあるルナ24号は実物のバックアップ機で、故障した場合すぐに使用できるように待機していたものとのこと
。